# 島田墨仙

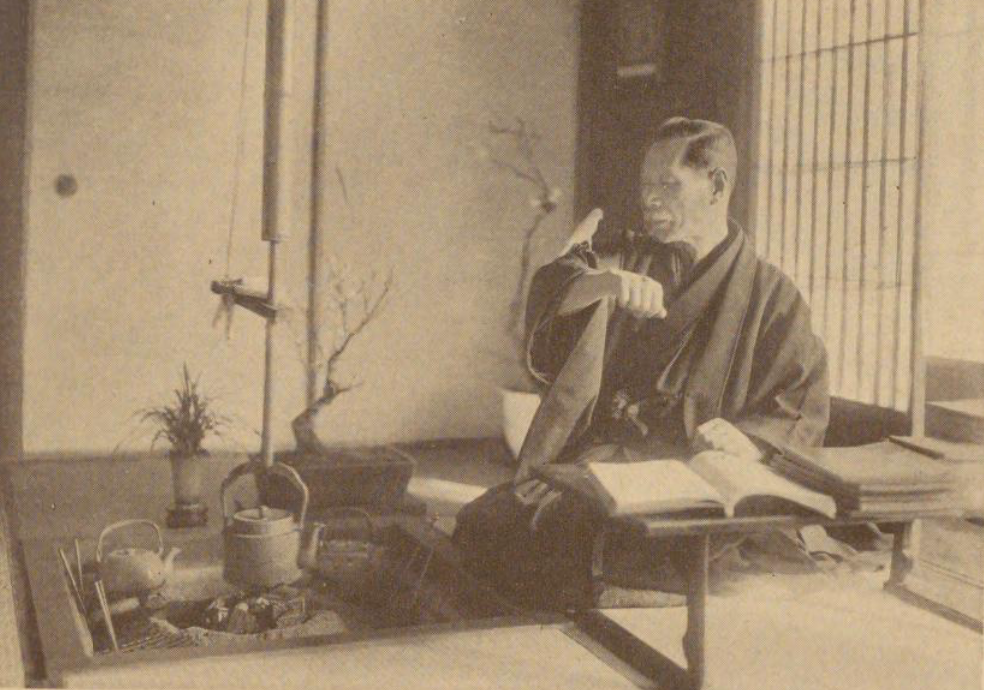
島田墨仙

島田 墨仙（しまだ ぼくせん、1867年11月4日（慶応3年10月9日） - 1943年（昭和18年）7月9日）は、明治から昭和初期に活躍した日本画家。橋本雅邦の弟子で、歴史画、特に歴史人物画に優品を残した。

## 略伝

### 生い立ち
越前国福井城下で、元福井藩士島田雪谷の次男として生まれる。父・雪谷、兄・島田雪湖も日本画家である。9歳頃から父から絵を学び始める。1882年（明治15年）頃、福井中学校（現在の福井県立藤島高等学校）に入学。しかし、1884年（明治17年）1月に稼ぎ頭の父を亡くすと、家計の事情から中学3年を修了した春に退学。自分は士族に生まれたからには軍人にならねばならぬと思い込んだ墨仙は、すぐに陸軍士官学校、陸軍教導団に志願するが、視力が合格の1.0に満たず不合格となる。翌年、福井中学校で代用教員の職に就く。1886年（明治19年）東京美術学校入学を志し、父と同郷の岡倉覚三（天心）を訪ね、偶然狩野芳崖とも出会う。美術学校は開校前だったので帰郷、再び陸軍を志すが不合格となり、画家として生きる決意をする。しかし、兄雪湖は福井に家族を残し上京してしまったため、墨仙は今度は正式採用された教員として妹達を養いながら、独学で日本画を学ぶ。画号を華堂、後に雪信とし、一方で父の門人だった小林寿や大平広正から西洋画も習う。

### 雅邦入門と挫折
1896年（明治29年）4月上京、兄の家に身を寄せる。四条派だった父の流儀に近い川端玉章に惹かれるも、兄の友人だった寺崎広業から「金を得るには玉章先生もいいが、何処までもいい画を描いてゆかうと云うのなら雅邦先生に就いた方いい」という助言から橋本雅邦に入門。約3日後には川合玉堂も入門している。この頃、当時の漢学の先生だった富田鴎波の選定で、画号を墨仙に改める。同年9月の日本絵画協会第一回絵画共進会第三部に、「雲龍図」を出品し三等褒状。また暮れ頃より雅邦の許しを得て、川崎千虎に有職故実を、さらに信夫恕軒にも漢学と故実を学ぶ。ところが2年後の1898年（明治31年）上京以来の過度の勉強と酒が原因で右手が神経痛になったため、福島県第二尋常中学（現在の福島県立磐城高等学校）に助教諭心得兼書紀心得として赴任、図画・習字を担当する（月俸25円のち35円）。30代のほとんどを中学教員として過ごすが、その後も東京の展覧会には出品し続けた。

### 官展と墨仙
1906年（明治39年）文展開設の報を聞くと画壇復活を決意し、教職を辞し上京。翌年9月国画玉成会創立総会で評議員に選出される。この頃、当時渡米中の兄・雪湖の代わりにヘンリイ・パイク・ブイに日本画を指導する。1919年（大正8年）山内多門、飛田周山、石井林響、勝田蕉琴、町田曲江、野田九浦、池田輝方、水上泰生、服部春陽ら10名と如水会を結成（1922年（大正11年）解散）。この頃の墨仙は、道釈人物や高士、先哲などを好んで描くが、派手な大作が溢れる文展では墨仙の淡彩の作品は目立ず、官展と距離を置くようになる。しかし、 1925年（大正14年）これまで賞を受けたことがないにもかかわらず、帝国美術院委員に推薦される。
晩年の7年間はほとんど病床にあったが、亡くなるまでその創作意欲が衰えることはなかった。亡くなる3ヶ月前に、「山鹿素行先生」で日本画家としては初の帝国美術院賞を受けるが、1943年（昭和18年）7月9日胃がんのため死去。77歳。戒名は塡義院廣墨仙居士。墓は、父と同じ福井市の浄土宗清圓寺。

## 代表作
- 「橋本左内」 絹本著色 東京芸術大学大学美術館蔵 1914年（大正3年）以降
- 「三聖図」 絹本著色 三幅対3組の計9幅 早稲田大学図書館蔵 1918年（大正7年） 高田早苗による注文
- 「知音」 紙本著色 襖4面 福井県立美術館蔵 1930年（昭和5年） 旧久邇宮家襖絵 裏面は磯田長秋筆「唐人見月図」
- 「王政復古」 紙本著色 聖徳記念絵画館蔵 1929-31年（昭和4-6年）
- 「坪内逍遥博士夫妻」 絹本著色 双幅 早稲田大学演劇博物館蔵 1935年（昭和10年）
- 「塙保己一」 絹本著色 東京芸術大学大学美術館蔵 1941年（昭和16年）第4回新文展
- 「山鹿素行先生」 絹本著色 東京国立近代美術館蔵 1942年（昭和17年）第5回新文展 翌年日本芸術院賞受賞